# Bataille de Loigny
Ne doit pas être confondu avec Bataille de Patay.
Guerre franco-prussienne de 1870
Batailles
- Chronologie de la guerre franco-prussienne de 1870
- Sarrebruck (08-1870)
- Wissembourg (08-1870)
- Forbach-Spicheren (08-1870)
- Wœrth (08-1870)
- Bitche (08-1870)
- Phalsbourg (08-1870)
- Borny-Colombey (08-1870)
- Strasbourg (08-1870)
- Mars-la-Tour (08-1870)
- Toul (08-1870)
- Gravelotte (08-1870)
- Metz (08-1870)
- Nouart (08-1870)
- Beaumont (08-1870)
- Noisseville (08-1870)
- Sedan (08-1870)
- Montmédy (09-1870)
- Soissons (09-1870)
- Siège de Paris et chronologie du siège (09-1870)
- Nompatelize (10-1870)
- Bellevue (10-1870)
- Châtillon (10-1870
- Châteaudun (10-1870)
- Buzenval (10-1870)
- Bourget (10-1870)
- Dijon (10-1870)
- Belfort (11-1870)
- La Fère (11-1870)
- Langres (11-1870)
- Bouvet et Meteor (navale) (11-1870)
- Coulmiers (11-1870)
- Thionville (11-1870)
- Châtillon-sur-Seine (11-1870)
- Villers-Bretonneux (11-1870)
- Beaune-la-Rolande (11-1870)
- Champigny (11-1870)
- Orléans (12-1870)
- Loigny (12-1870)
- Châteauneuf (12-1870)
- Beaugency (12-1870)
- Longeau (12-1870)
- l’Hallue (12-1870)
- Siège de Péronne (1871)
- Bapaume (01-1871)
- Villersexel (01-1871)
- Le Mans (01-1871)
- Héricourt (01-1871)
- Saint-Quentin (01-1871)
- Buzenval (01-1871)

La bataille de Loigny, ou bataille de Loigny-Lumeau-Poupry, s’est déroulée en Eure-et-Loir, au nord d’Orléans, avec des combats sur le territoire des communes de Terminiers, Loigny, Lumeau et Poupry, à 15 km de Patay, le 2 décembre 1870 à la fin de la guerre franco-allemande de 1870. Cet affrontement, qui opposa trois corps de l’armée de la Loire à l’armée du grand-duc de Mecklembourg, annonce la fin de la campagne de la Loire et la défaite finale de la France.

## Contexte

### Armée de la Loire
Après la capitulation à Sedan de l'armée impériale, permettant l'avancée des troupes allemandes au sud de Paris, l’armée de la Loire est formée par le Gouvernement de la Défense nationale avec des troupes hétéroclites non aguerries de régiments de mobiles territoriaux et de volontaires. Au nord d'Orléans en novembre 1870, sur un front de 80 kilomètres, elle aligne six corps d'armée, dont les 15e, 16e et 17e corps au centre et à l'ouest. Elle fait marche vers Paris afin de forcer les Prussiens à lever le siège de la capitale. Le 9 novembre, par un effet de surprise, elle parvient à forcer le passage à un corps d'armée bavarois en reprenant au passage la ville d’Orléans lors de la bataille de Coulmiers ; mais sa progression ne reprend qu’à la fin novembre, par la volonté de son général, Louis d’Aurelle de Paladines, de réorganiser ses troupes et de compléter leur formation militaire ; et encore la reprise des opérations n’est-elle entreprise que sous la pression constante du gouvernement, emmené par Léon Gambetta.

### Portraits des acteurs

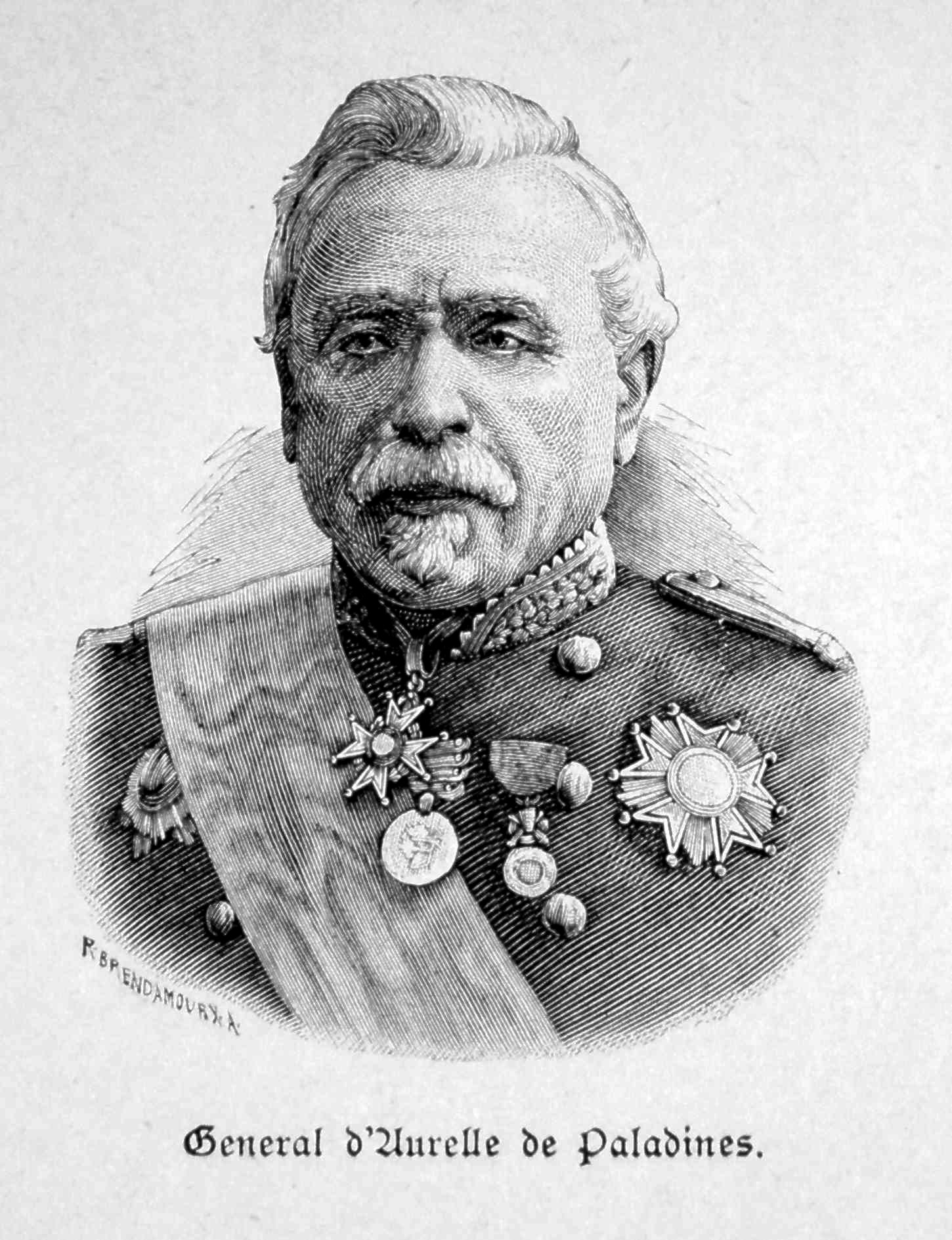
Général d'Aurelle de Paladines, commandant l'armée de la Loire.

Général Martin des Pallières, commandant le 15e corps de l'armée de la Loire.
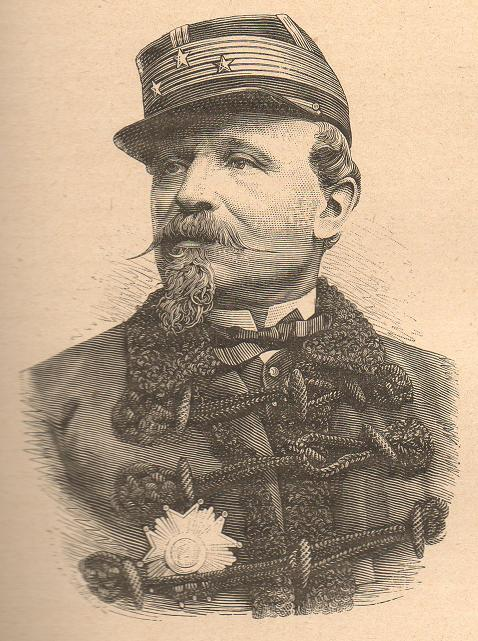
Général Chanzy, commandant le 16e corps de l'armée de la Loire.
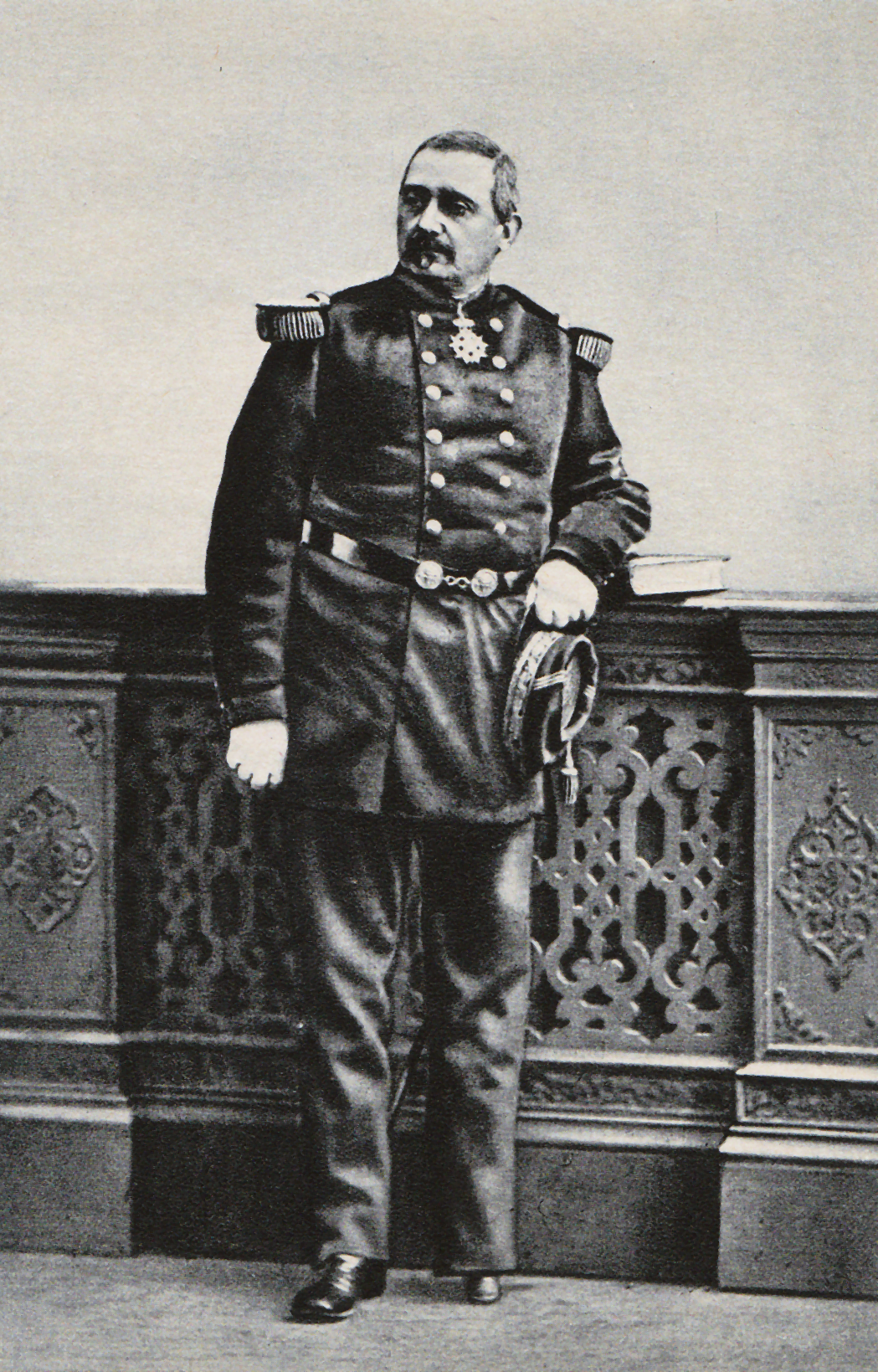
Général de Sonis, commandant le 17e corps de l'armée de la Loire.

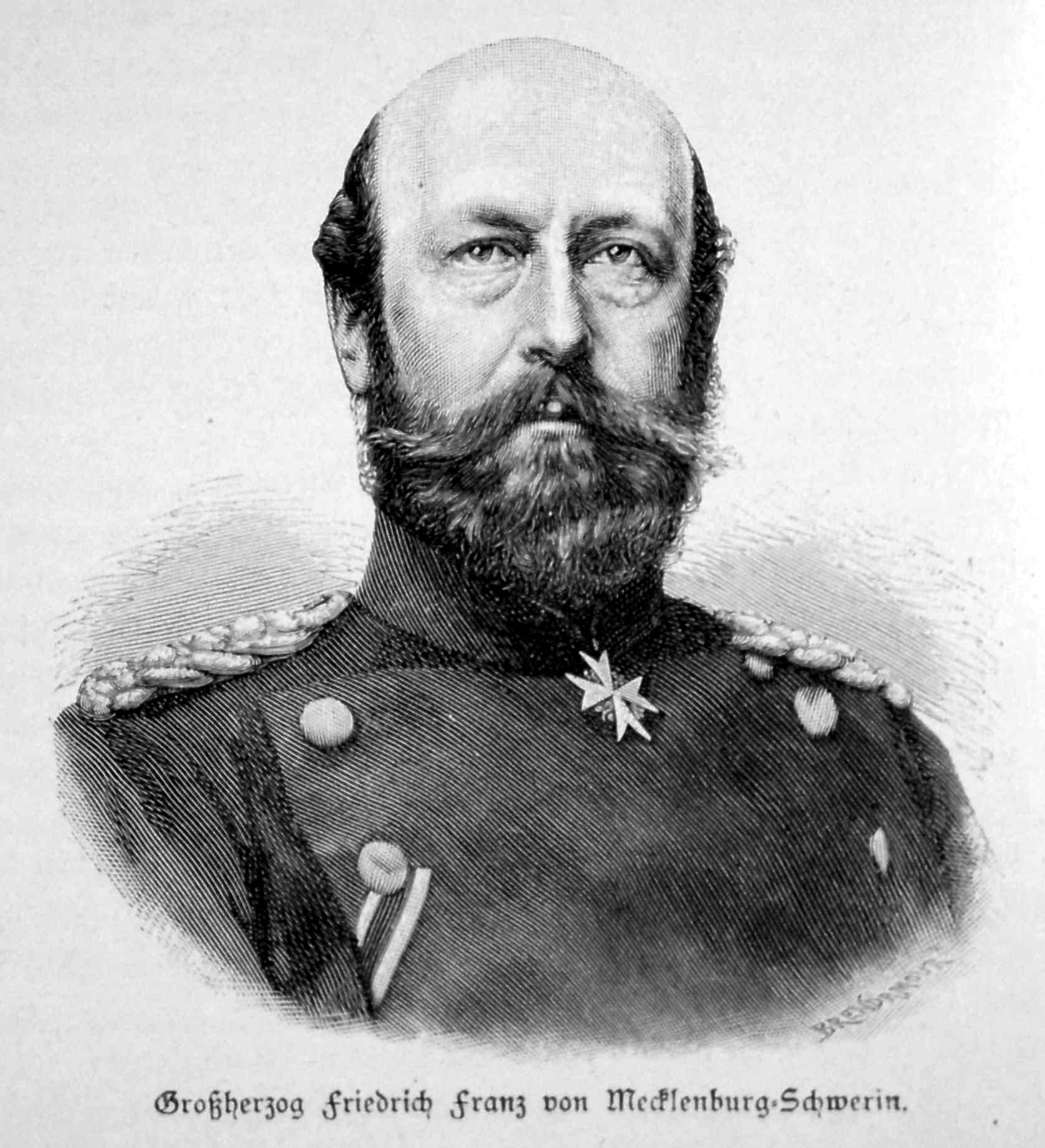
Grand-duc Frédéric-François de Mecklembourg-Schwerin.
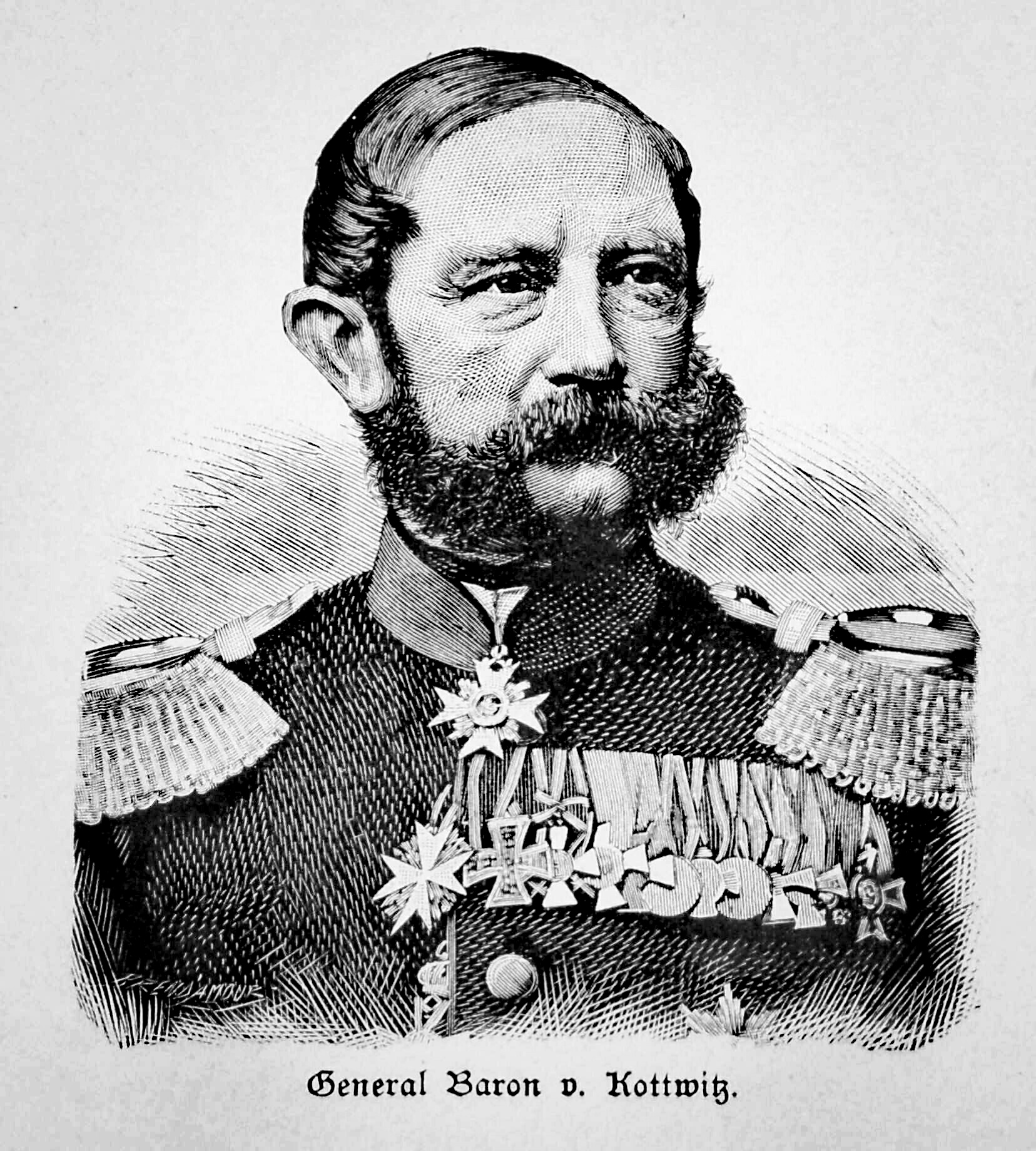
Général Hugo von Kottwitz.
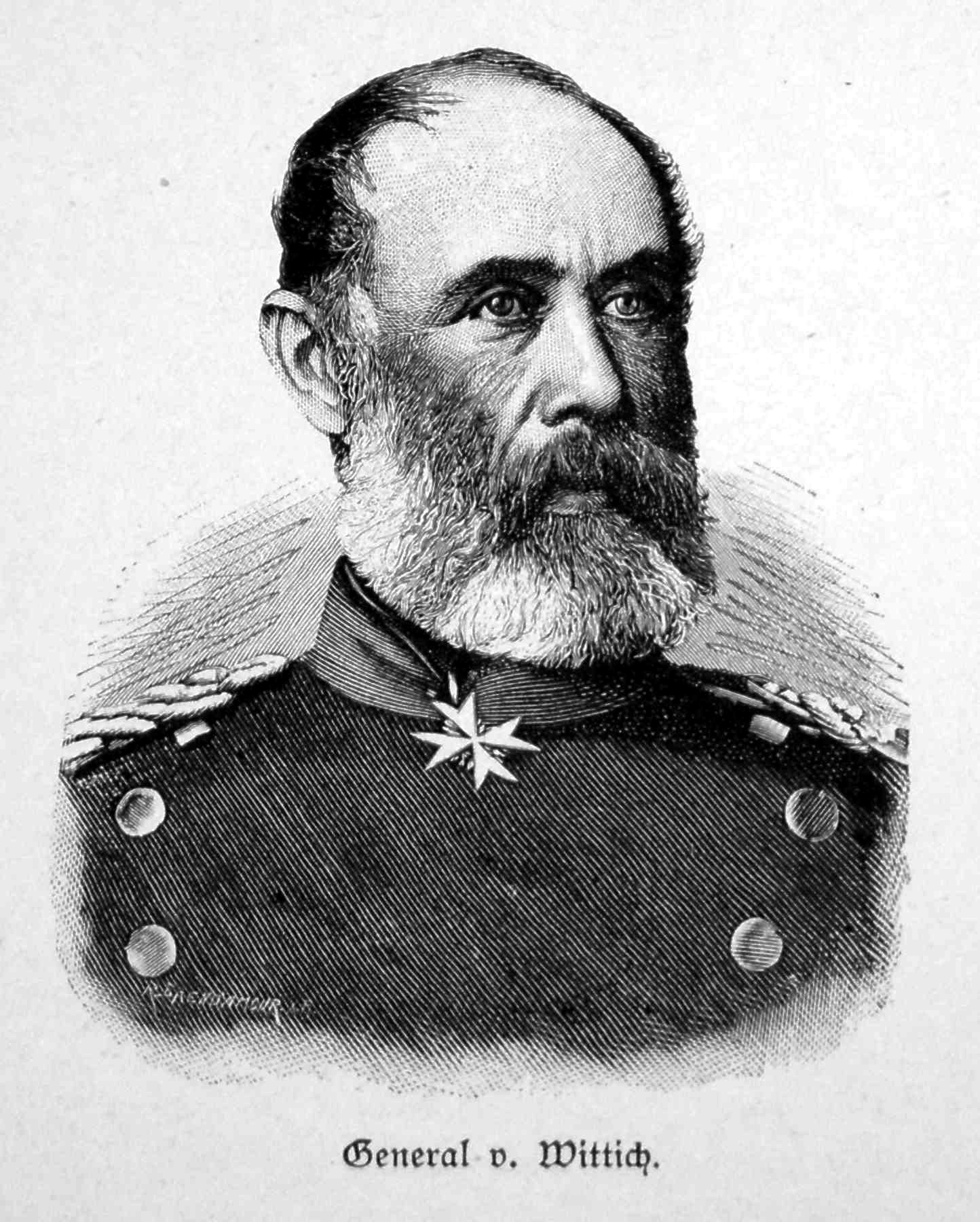
Général Ludwig von Wittich.

## Le contact
Le 20 novembre 1870, la 2e armée du prince Frédéric-Charles, rendue à sa liberté de manœuvre par la reddition de Metz puis la capitulation de Sedan, prend position sur la ligne de Pithiviers–Montargis (IIIe et Xe corps d'armée), laissant le IXe corps d'armée allemand en réserve à Angerville. La masse de l’armée de la Loire ayant pris position sur l’axe Orléans-Paris, le prince ordonne le regroupement des IIIe et IXe corps d’armée sur les hauteurs dominant Toury. Puis ces forces regroupées reçoivent l’ordre du prince de fondre, via Beaugency, sur l’aile gauche des Français. Les Français progressent à présent vers Paris sur un front de 80 kilomètres, les divisions les unes à côté des autres. Le 28 novembre, le Xe corps d’armée prussien est accroché mais parvient à stopper l’avance ennemie à Beaune-la-Rolande, forçant l’aile droite de l’armée de la Loire à se reformer en forêt d’Orléans. Pour éviter une contre-attaque de ces forces, le centre français, constitué des 15e et 16e corps, pivote sur la droite en direction de Pithiviers.
Mais le 1er décembre 1870, la 1re division bavaroise, bousculée à Villepion par le 16e corps d'armée français, doit se replier. Ayant cependant localisé ainsi le gros de l'aile gauche de l'armée de la Loire, le groupe d’armées du grand-duc de Mecklembourg reçoit l’ordre de contre-attaquer le 2 décembre. Le front allemand comprend : à l’aile droite, la 4e division de cavalerie du prince Albert de Prusse et le Ier corps d'armée bavarois du général von der Tann ; au centre, la 17e division prussienne d'infanterie, et à l’aile gauche, la 22e division d’infanterie et la 2e division de cavalerie du comte de Stolberg.
Sur ordre du général d’Aurelle de Paladines, le 16e corps d'armée du général Chanzy prend position sur les hauteurs de Terminiers, suivi du 17e corps du général de Sonis, parti de la lisière Nord de la forêt d’Orléans ; le 15e corps du général des Pallières se dirige à droite vers Poupry via Artenay. Le plan d'attaque français conduit les 2e et 3e divisions du 16e corps du général Chanzy à marcher au matin du 2 décembre depuis Terminiers contre la ligne de front de Loigny à Lumeau, avec la 1re division tenue en réserve et la division de cavalerie du général Michel couvrant leur aile gauche.

## Les combats

### Affrontements à Goury et Loigny

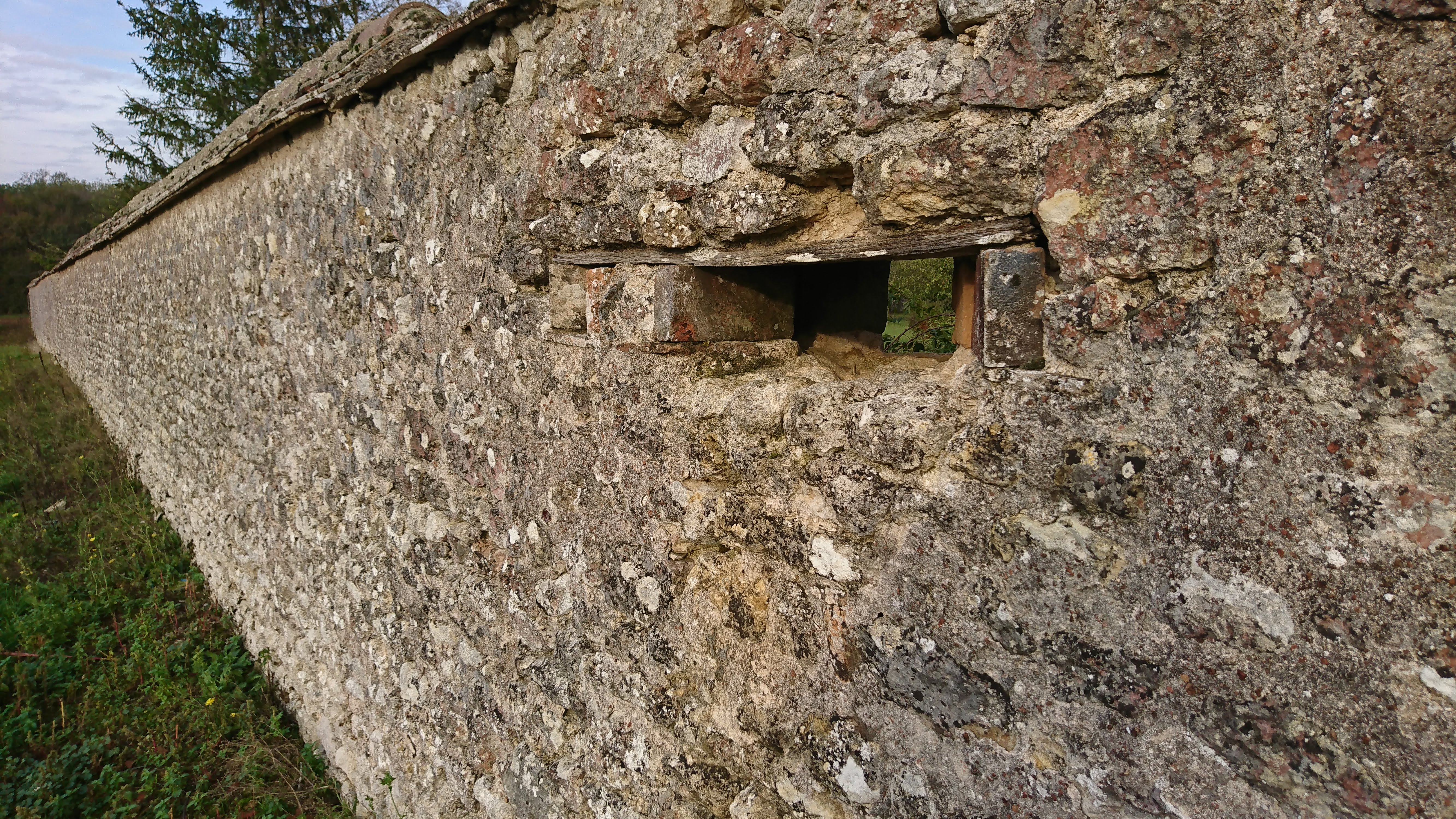
Meurtrière dans un mur de clôture du château de Goury.

La bataille du 2 décembre 1870 commence vers 9 h, avec l’assaut des 1re et 2e divisions, formant le centre et l'aile gauche du 16e corps, contre les Bavarois retranchés autour du château de Goury (entre Loigny et Champdoux), qui venaient juste de s’emparer de la place.

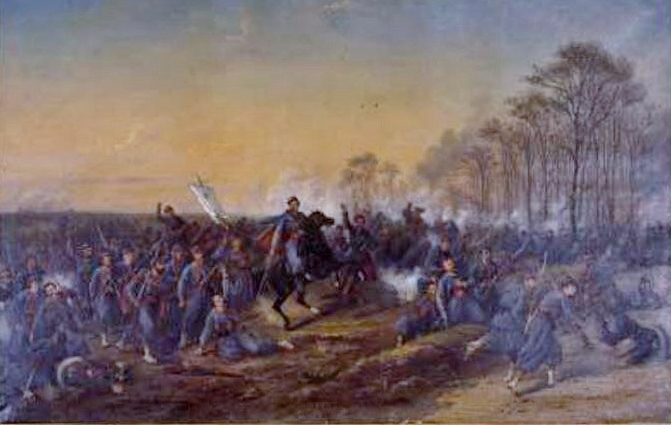
La bataille de Loigny, Jules-Antoine Duvaux, 1875, mairie de Janville-en-Beauce.

Dans le même temps, la 1re division bavaroise du général von Dietl, la 4e division de cavalerie du prince Albert de Prusse et la brigade de cuirassiers bavarois (général von Tausch) ont pris position de Tanon (Tillay-le-Péneux) à Baigneaux, avec pour objectif Terminiers, pour couper la retraite du corps Chanzy. La 17e division d'infanterie prussienne est à Lumeau avec son artillerie qui soutient ainsi les Bavarois : Lumeau est le verrou de la bataille par l'efficacité de l'artillerie prussienne à contenir les charges françaises.
Les Bavarois, encore sous le coup des combats des jours précédents, sont néanmoins bientôt débordés par un ennemi supérieur en nombre, et se replient en désordre. À Beauvillers, la 2e division bavaroise ne parvient à arrêter les Français qu’avec peine. Sur le point d’être vaincu par l'aile gauche du 16e corps, le grand-duc de Mecklembourg ordonne alors à la 17e division du général von Tresckow, en position sur Lumeau, de galoper pour attaquer l’aile droite du 16e corps.
Néanmoins, vers 11 h 30, une contre-attaque des Bavarois entre Beauvillers et le Château de Goury parvient à repousser la 1re division de l’amiral Jaureguiberry sur Loigny, et met en difficulté l'aile gauche française. Durant tout l'après midi jusqu'à 19 h, les combats de l'aile gauche française font rage autour et dans le bourg de Loigny, d'Écuillon à Fougeu.
L’attaque allemande simultanée sur deux ailes droite et gauche finit par provoquer un risque d’encerclement du 16e corps, qui obtient l'appui des 15e et 17e corps. Le général Chanzy, en dégageant son aile droite, laisse plusieurs bataillons allemands refermer l’étau sur Terre-Noire, ce qui conduit au repli vers Terminiers et Villepion, puis à la retraite ordonnée à partir de 15 h.
Après plusieurs tentatives infructueuses, la 33e brigade du général Hugo von Kottwitz finit par s’emparer de Loigny puis, en deux heures, arrête les ultimes assauts du 17e corps protégeant l'aile gauche de l'armée française. N'ayant pas reçu l'ordre de retraite, deux bataillons du 37e régiment de marche de la 1re division du 16e corps, retranchés au cimetière de Loigny, résistent. « À cinq heures, les zouaves ayant dû battre en retraite, Loigny tout entier se trouva comme dans un cercle de troupes allemandes. Au sud, le passage était fermé ; et d'ailleurs, les commandants du 37e ne songeaient qu'à une défense désespérée. Les 90e et 76e régiments de la division Treskow, maîtres de la route de Terminiers comme du chemin de Lumeau, se retournent alors vers le village. (...) Vers sept heures, presque tout ce qui restait des deux bataillons était prisonnier. »
La bataille de Loigny a fait l'objet de récupérations politiques et religieuses partisanes, dans le contexte d'une recharge sacrale après la défaite de 1870 et dans le cadre d'un nouvel « ordre moral » à la fin du XIXe siècle et jusqu'au XXe siècle. Elle est parfois appelée « bataille de Patay » par les catholiques ultramontains et notamment le général de Charette, voulant amalgamer leur interprétation religieuse de l'issue de la bataille de Loigny le 2 décembre 1870 avec celle de l'épopée de Jeanne d'Arc et la bataille de Patay le 18 juin 1429, événement de la guerre de Cent Ans, alors que Patay est éloigné à 15 km du champ de bataille de Loigny. C'est pour éviter toute confusion que la commune de Loigny s'est renommée Loigny-la-Bataille. Prônant le retour aux valeurs traditionalistes, le discours religieux considère la défaite de 1870 comme une expiation nécessaire et un châtiment de Dieu imposé à la France qui s'est éloignée depuis la Révolution française des valeurs traditionnelles monarchistes inégalitaires, avec l'émergence des citoyens déchristianisés. Il en découle la propagande et la mise en scène de l'étendard du Sacré-Cœur, et la focalisation des commémorations religieuses sur un seul événement de la bataille, à savoir la charge du général de Sonis vers 16 heures le 2 décembre 1870 au sud-ouest de Loigny, comme si les nombreux autres combats de Loigny-Lumeau-Poupry depuis le matin n'avaient pas eu une importance stratégique plus grande avec des assauts plus meurtriers et des actes de bravoure nombreux. Malgré de multiples erreurs de coordination et de direction au sein du 17e corps d'armée commandé par le général de Sonis, arrivé tardivement avec seulement deux brigades de son corps d'armée sur le champ de bataille (alors que la bataille impliquait depuis le matin 40 000 Français et 35 000 Allemands sur 10 km de front, tandis que l'armée effectuait sa retraite depuis l'après midi en bon ordre vers Terminiers-Villepion et que les combats de Loigny opposaient depuis le matin deux bataillons de la 1re division du 16e corps d'armée aux forces prussiennes et bavaroises, et que la 3e division Deflandres du 17e corps attendait à Terminiers-Gommiers l'ordre trop tardif de Sonis, que la mauvaise coordination des deux brigades de la 2e division du 17e corps conduit à un mouvement inopiné de retrait vers Terminiers qui expose dangereusement les batteries du 17e corps), les commémorations catholiques se focalisent sur la béatification du rôle du général de Sonis et des seuls 300 membres du corps franc des volontaires de l'ouest, dirigé par le général de Charette et formé de zouaves pontificaux brandissant un étendard du Sacré Cœur dans une charge vouée à l'échec. Cette charge d'arrière-garde, impliquant en fait un total de 700 soldats français de 16 à 17 heures au sud-ouest de Loigny et où le général de Sonis et le général de Charette ont été blessés, n'a pas eu d'effet notable sur l'issue de la bataille mais a été utilisée pour la propagande politique et religieuse, exaltant l'esprit de sacrifice desdits zouaves et minimisant le rôle du 51e régiment de marche dans ladite charge avec le même taux d'attrition.[réf. nécessaire]

### Les combats de Lumeau

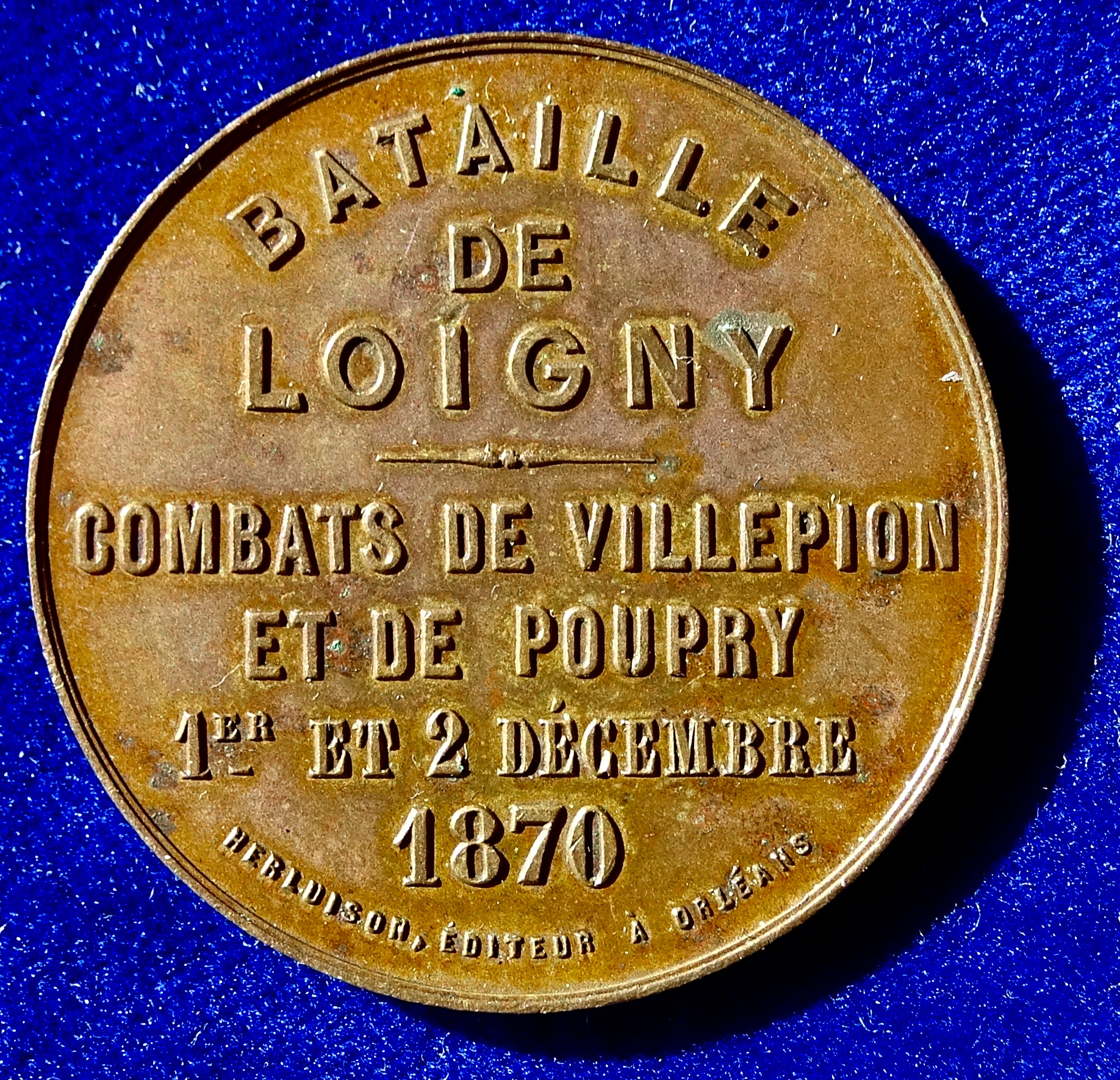
Médaille 1870 bataille de Loigny, éditeur Henri Herluison à Orléans

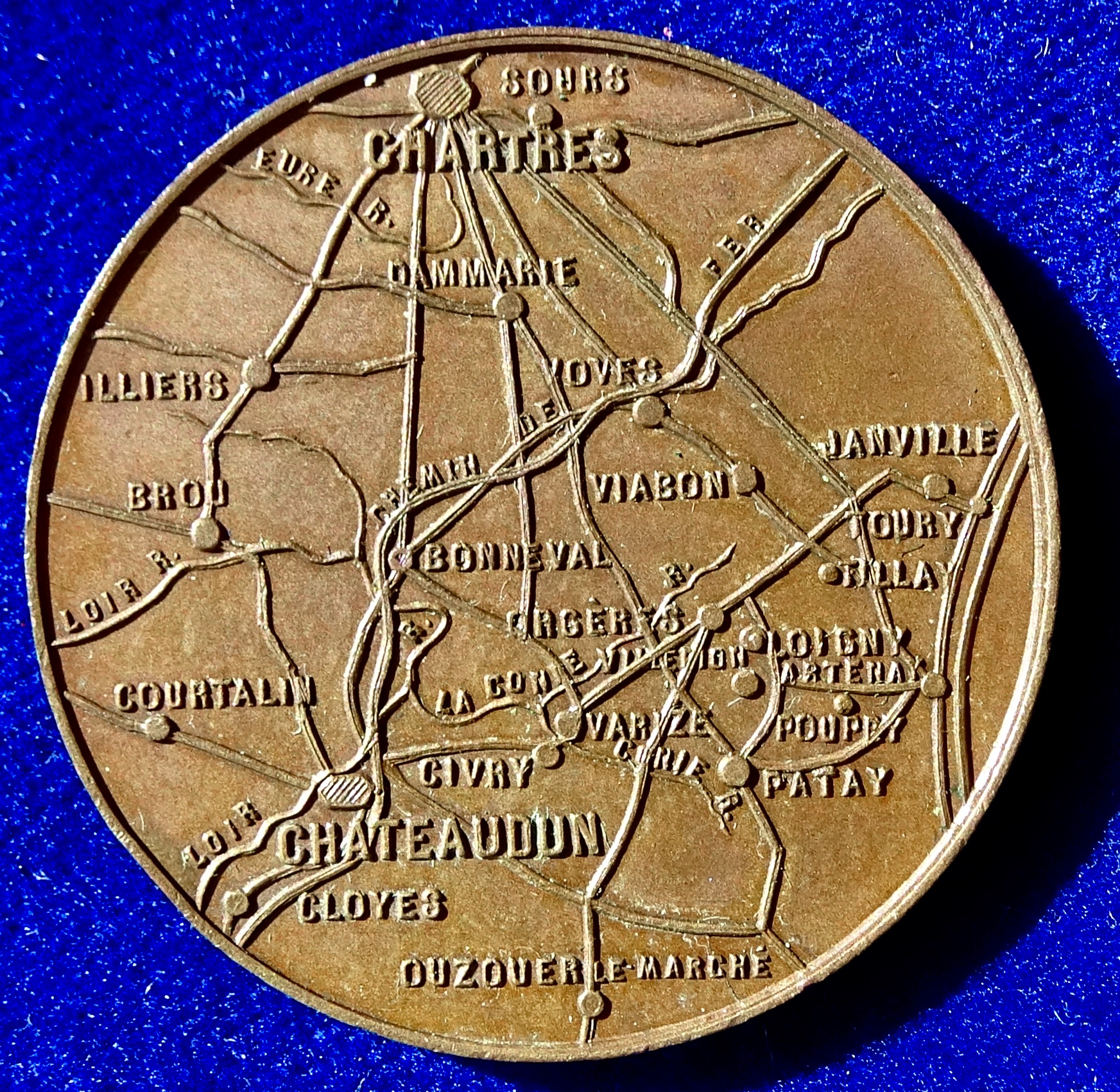
La cartographie des batailles de l'armée de la Loire sur le revers de la médaille

La 3e division, aile droite du 16e corps d'armée français et dirigée par le général Morandy, partant de Sougy à quatre heures du matin le 2 décembre 1870, vient s'établir à Terminiers. Puis, elle se met en mouvement de Terminiers vers Lumeau.
Côté allemand, « le grand-duc de Mecklembourg, qui commandait en chef, avait résolu de faire un effort au centre vers Lumeau (...) pour couper le général Chanzy (16e corps d'armée) du général Martin des Pallières (15e corps d'armée). » Certes, les Bavarois quittent Lumeau à six heures du matin, se repliant sur Bazoches-Les-Hautes et Tillay-le-Péneux et Goury. Mais c'est vers neuf heures que le combat s'est engagé : la 17e division prussienne envahit brusquement le bourg de Lumeau.
De neuf heures à quinze heures, la 3e division du général Morandy effectue trois assauts de Terminiers vers Lumeau, sur un front allant de Domainville, Auneux, Lumeau, Neuvilliers à Écuillon, avec des combats devant Lumeau parmi les plus meurtriers de la bataille. Malgré sa résistance jusqu'à quinze heures, la division Morandy est partiellement anéantie, face à l'artillerie de la 17e division prussienne, et à l'assaut allemand combiné de la 17e division prussienne et de la 22e division prussienne, arrivée à midi.
« Le général Morandy, comprenant toute l'importance d'empêcher la jonction de la 17e division prussienne avec le 1er corps bavarois (présent de Goury à Beauvilliers en face d'Écuillon et Loigny), parvient à maintenir ses régiments, surpris par la brusque arrivée de l'ennemi ; son artillerie prend position à Domainville et à Neuvilliers et cherche à déloger l'ennemi de Lumeau. Quatre batteries de la 17e division prussienne, de concert avec 3 batteries bavaroises postées en avant et à gauche de Goury, ripostent avec beaucoup d'énergie : le 40e régiment de marche et le 71e régiment de mobiles, frappés de front et d'écharpe, sont assez éprouvés. Après une canonnade d'une demi-heure, l'infanterie française attaque Lumeau ; nos soldats atteignent déjà les premières maisons du village, lorsque les Allemands reçoivent d'importants renforts. La 22e division prussienne, arrivée à Baigneaux, n'a devant elle qu'une faible portion de notre 15e corps ; son chef s'empresse de diriger vers Auneux la 44e brigade avec 6 batteries d'artillerie, pour venir en aide à la 17e division, et le bataillon de chasseurs, resté à Baigneaux, rallie sa division à Lumeau. Le combat est engagé sur toute la ligne d'Auneux-Neuvilliers à la ferme d'Écuillon et continue pendant près de deux heures; nos soldats se sont avancés au sud-est de Lumeau et se maintiennent dans un pli de terrain, le long de la voie romaine, depuis un moulin jusqu'au village, mais la supériorité du feu de l'artillerie allemande ne leur permet pas de faire le moindre progrès. Le général von Treskow, jugeant alors l'attaque suffisamment préparée, lance sa division sur les régiments du général Morandy et les repousse de tous côtés. »
« De onze heures à une heure, la division Morandy supporte la bataille. Puis elle plie partout. » « Décimée près de Neuvilliers par la puissante artillerie adverse, la division du général Morandy ne peut soutenir le feu nourri des Prussiens. » « Une de nos batteries, postée en avant de Neuvilliers, est même surprise et enlevée par un escadron de uhlans : six pièces et sept caissons tombent entre les mains de l'ennemi. »
« La 22e division prussienne accélère aussi son mouvement sur Auneux : la 44e brigade pénètre dans ce village et nous fait beaucoup de prisonniers. Le général Morandy fait cependant tenter une contre-attaque, mais notre infanterie ne peut dépasser Domainville et Neuvilliers. » « L'artillerie allemande s'établit au moulin à vent d'Auneux. » Supérieurs en nombre et en artillerie, les allemands avancent jusqu'à Domainville. Avec un taux d'attrition très élevé, la division Morandy recule de Neuvilliers vers Terminiers. « Du haut du clocher de Terminiers, Chanzy eut le spectacle de cette retraite (de l'aile droite du 16e corps). En vain Chanzy met-il en ligne deux pièces de 12, pour protéger, dans sa retraite, la division Morandy (...) les Prussiens fondent sur les canons et les enlèvent. »
« Heureusement, le général d'Aurelle avait, à la demande du général Chanzy, mis en mouvement dès le matin, la division Peytavin du 15e corps pour appuyer l'opération du 16e (...) et attirer de son côté les efforts de l'ennemi. »
« Vers une heure de l'après midi, la 43e brigade de la 22e division prussienne d’infanterie, arrivée à Lumeau, combat à Auneux, prend Domainville, Milhouard et Mamerault et poursuit au sud de Poupry contre une brigade du 15e corps d'armée français venu d'Artenay. » Les Prussiens établissent des batteries d'artillerie à Milhouard et Mamerault. La 3e division dirigée par le général Morandy est forcée de se replier en désordre de Neuvilliers et reculant même jusqu'aux Échelles et Terminiers. « Chanzy (avec quelques troupes de la 2e division) place une batterie de 12 sur la crête (de) Terre-Noire : on suspend ainsi la poursuite des Prussiens. »

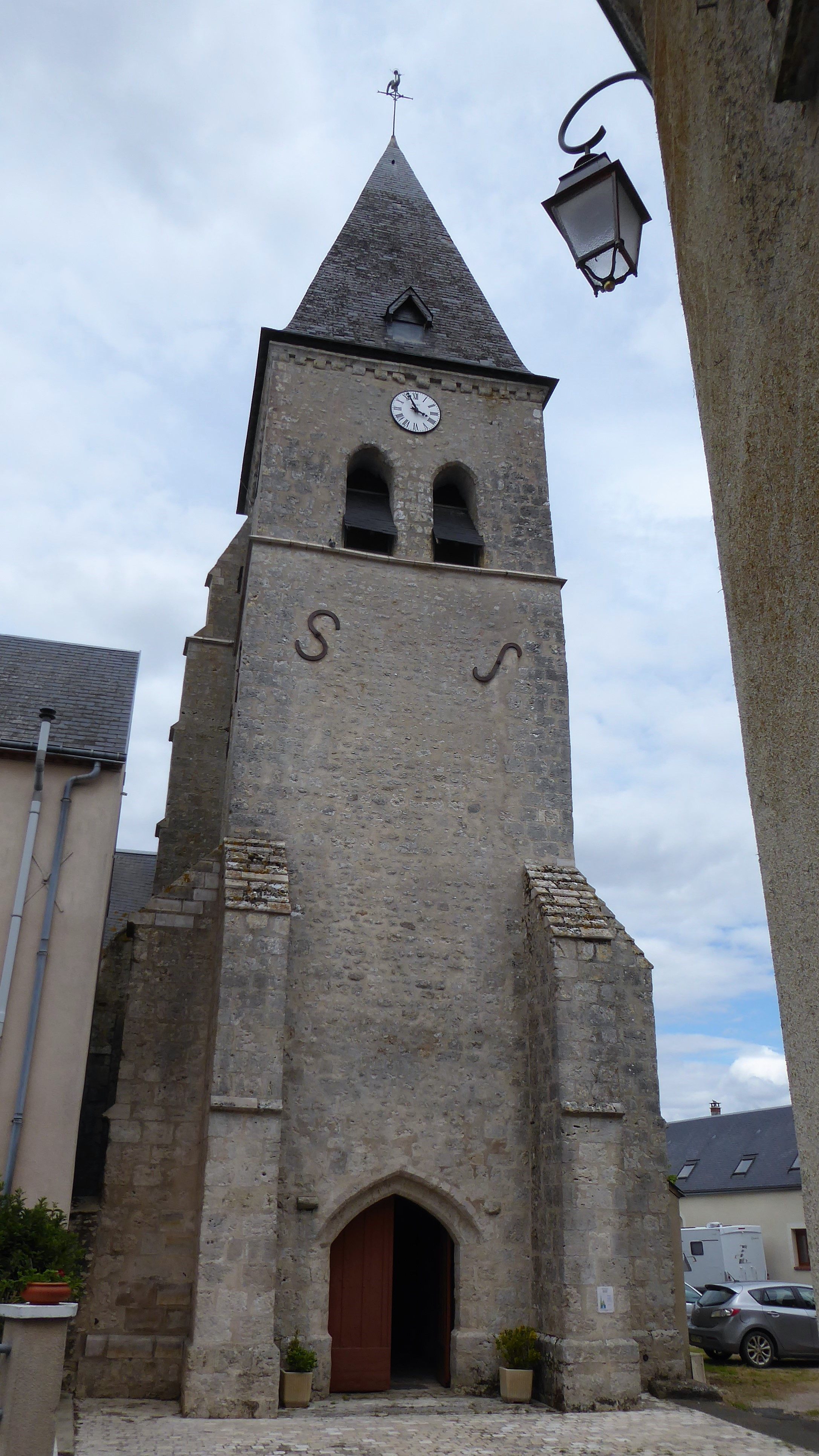
Clocher de Terminiers.

Vers quinze heures, « le 15e corps (divisions Peytavin et Martineau), après avoir repoussé les forces qu'il avait devant lui, se portait sur Mamerault et Domainville. Le général Morandy, rassemblant alors les débris de sa division, essaya de profiter de cette diversion inattendue pour reprendre l'offensive (en vain). » L'ensemble du 16e corps se replie alors sur la ligne Terminiers-Villepion puis organise sa retraite vers Sougy.
Le monument-ossuaire de Neuvilliers commémore les charges de la division Morandy, et notamment le combat où « les mobiles de la Haute-Vienne, ceux de la Charente-Inférieure et quelques soldats de la ligne qui faisaient partie du 40e régiment de marche, ont été écrasés. »

### Le combat de Lumeau-Auneux à Poupry
La 22e division du général de corps d’armée Ludwig von Wittich s’est repliée au matin de nouveau à Baigneaux, et elle reçoit alors l’ordre de prendre position sur Lumeau en appui. Dans sa progression, elle est interceptée par les 2e et 3e division du 15e corps d'armée venues d'Artenay, et l'affrontement qui s'ensuit élargit le front au sud-est. La 22e division doit obliquer vers la gauche pour faire face et se retranche à Poupry. Dans un premier temps, l'engagement se fait par l'aile gauche française, et oppose la colonne Peytavin de la 3e division, partie de Dambron, à la 3e brigade de cavalerie allemande. Dès que le général Wittich apprend la nouvelle, il se précipite au secours de Poupry avec toute sa division en traversant Auneux (hameau de la commune de Lumeau), où son avant-garde (43e brigade) déloge les quelques troupes françaises commises à la garde du village. Six batteries d'artillerie de campagne de la 43e brigade sont dépêchées vers le sud, à Morale, et bientôt arrêtent les colonnes de la division Martineau, progressant entre Poupry et Autroches, par un feu roulant. Là, au prix de lourdes pertes, les Allemands repoussent l'attaque française. Vers 16 h 00, les Français lancent un assaut général avec de forts contingents de voltigeurs, détournés de Poupry et de Morale. Le commandant de la 43e brigade allemande, le colonel von Kontzki, meurt en défendant Poupry ; quant à la 22e division, elle reste retranchée jusqu'à 22 h, et ne reprend position au centre, autour d'Auneux et Lumeau, qu'à l'annonce de la victoire de Loigny.

### La route de Paris barrée

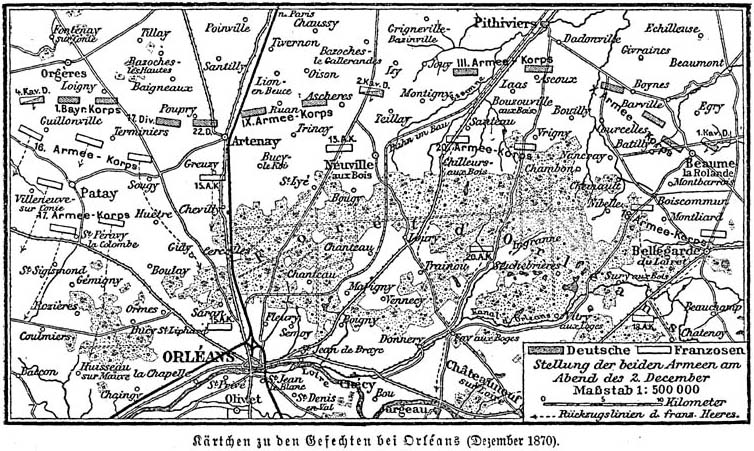
La situation au soir du 2 décembre.

Vers 16 h 30, la 2de brigade d'infanterie bavaroise du général von Orff est parvenue à repousser les Français à deux kilomètres environ au-delà de Loigny, la 4e division de cavalerie couvrant son aile gauche ; mais la résistance acharnée des Français empêche un encerclement total.
Le centre français, au sud de Lumeau, ne rejoint l'arrière des 16e et 17e corps de l'armée de la Loire qu'avec retard, et ne permet plus de renverser l'issue du combat. À la tombée de la nuit, les troupes allemandes se sont repliées de nouveau, et le champ de bataille se fige sous le contrôle des avant-postes des deux camps.
Sur le front de Poupry, le 15e corps de l'armée de la Loire se retire sur la ligne Artenay-Dambron.

## Conséquences
L'armée de la Loire ne peut désormais plus secourir Paris. Le 3 décembre, la IIe armée allemande du prince Frédéric-Charles lance une attaque en masse, appuyée par le groupe d'armées du grand-duc de Mecklembourg, qui s'empare le 5 décembre d'Orléans. Quoique cette défaite soit essentiellement imputable à l'ordre d'attaque à tout prix de Gambetta, le gouvernement de la Défense nationale accable le général d’Aurelle de Paladines et le démet de son commandement le 6 décembre.

## Représentations et commémorations

### En Allemagne
Cette bataille est notamment représentée par un bas-relief d'Eugen Boermel et de Conrad Freyberg sur le monument du prince Albert de Prusse, à Berlin. On y reconnaît notamment le prince Albert de Prusse en général de cavalerie. Une peinture de Richard Knötel (1857-1914) met également en scène cet affrontement.

### En France
Le principal lieu de commémoration réside dans le musée de la guerre de 1870 à Loigny-la-Bataille.
Dès 1873, un monument commémoratif a été érigé à Neuvilliers (commune de Lumeau au sud-est du champ de bataille), rendant hommage aux Mobiles de la Haute-Vienne sacrifiés lors de la charge de Terminiers à Lumeau par la 3e division (général Morandy) du 16e corps d'armée, tombés sous la mitraille de l'artillerie de la 17e division d'infanterie prussienne devant Lumeau de 9 heures à 15 heures le 2 décembre 1870, afin de dégager les assauts de la 1re division (général Barry) et de la 2e division (amiral Jauréguiberry) à Loigny et Goury. Il s'agit de l'un des plus sanglants épisodes de la bataille de Loigny, l'ossuaire de Neuvilliers a accueilli les restes de 1 140 soldats morts.

Représentations et commémorations
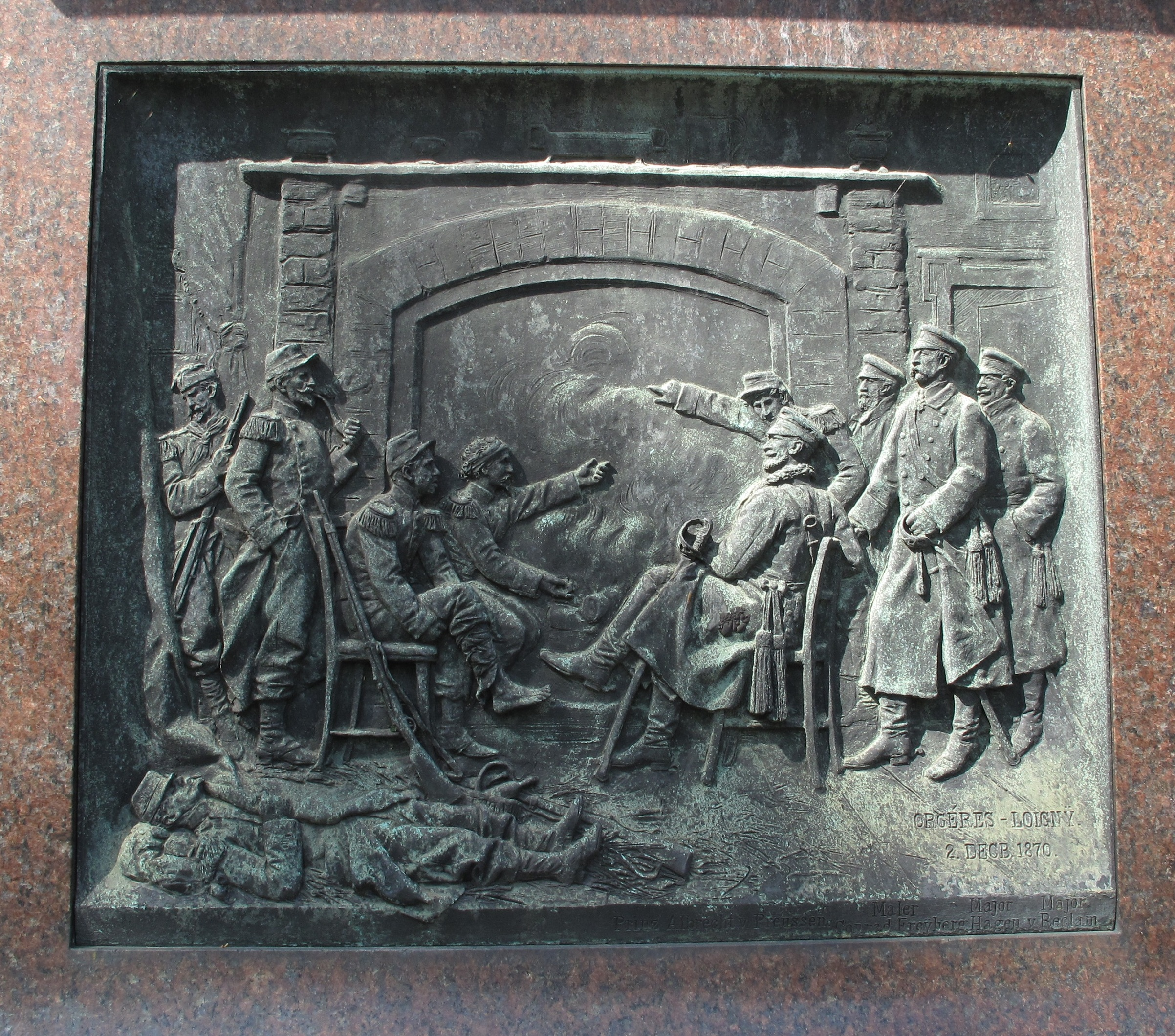
Bas-relief sur le mémorial du Prince-Albert, Berlin.
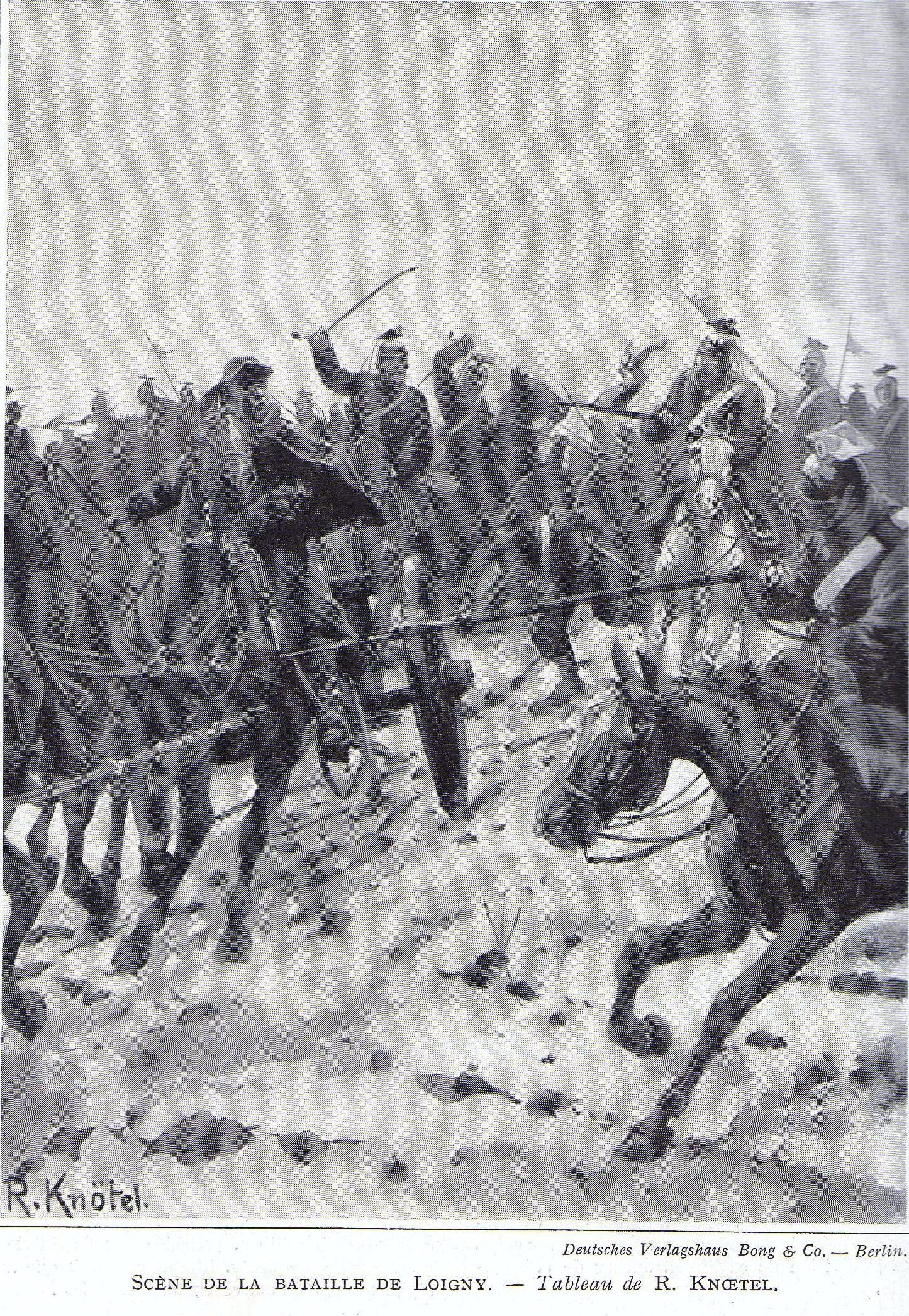
Épisode de la bataille de Loigny (Richard Knötel).
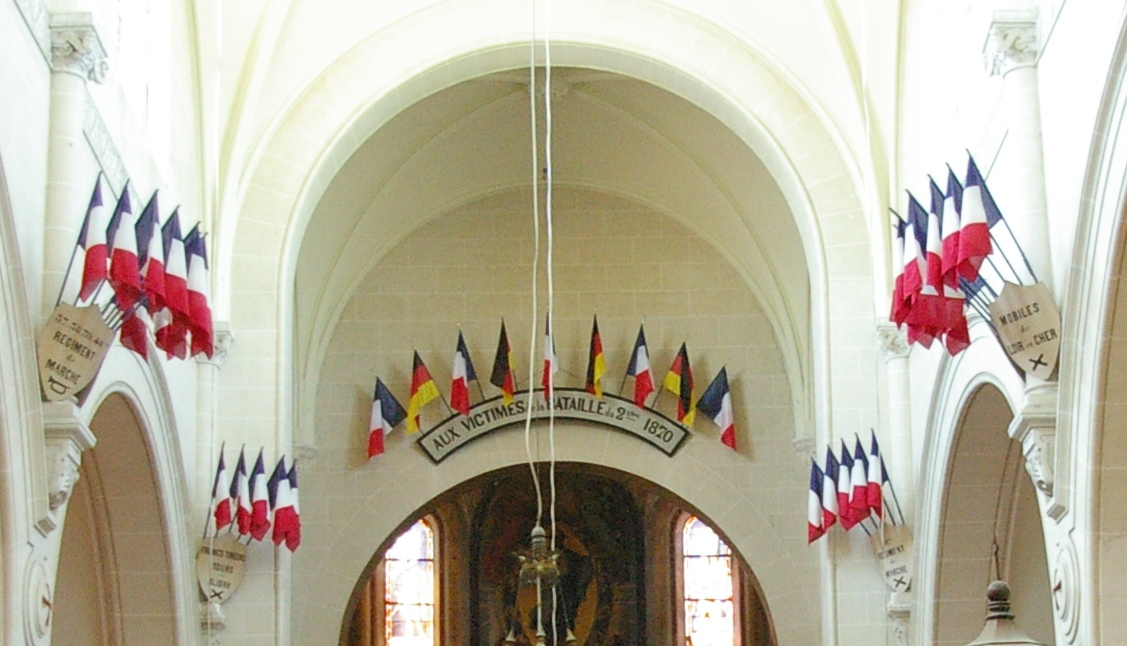
Église Saint-Lucain de Loigny.
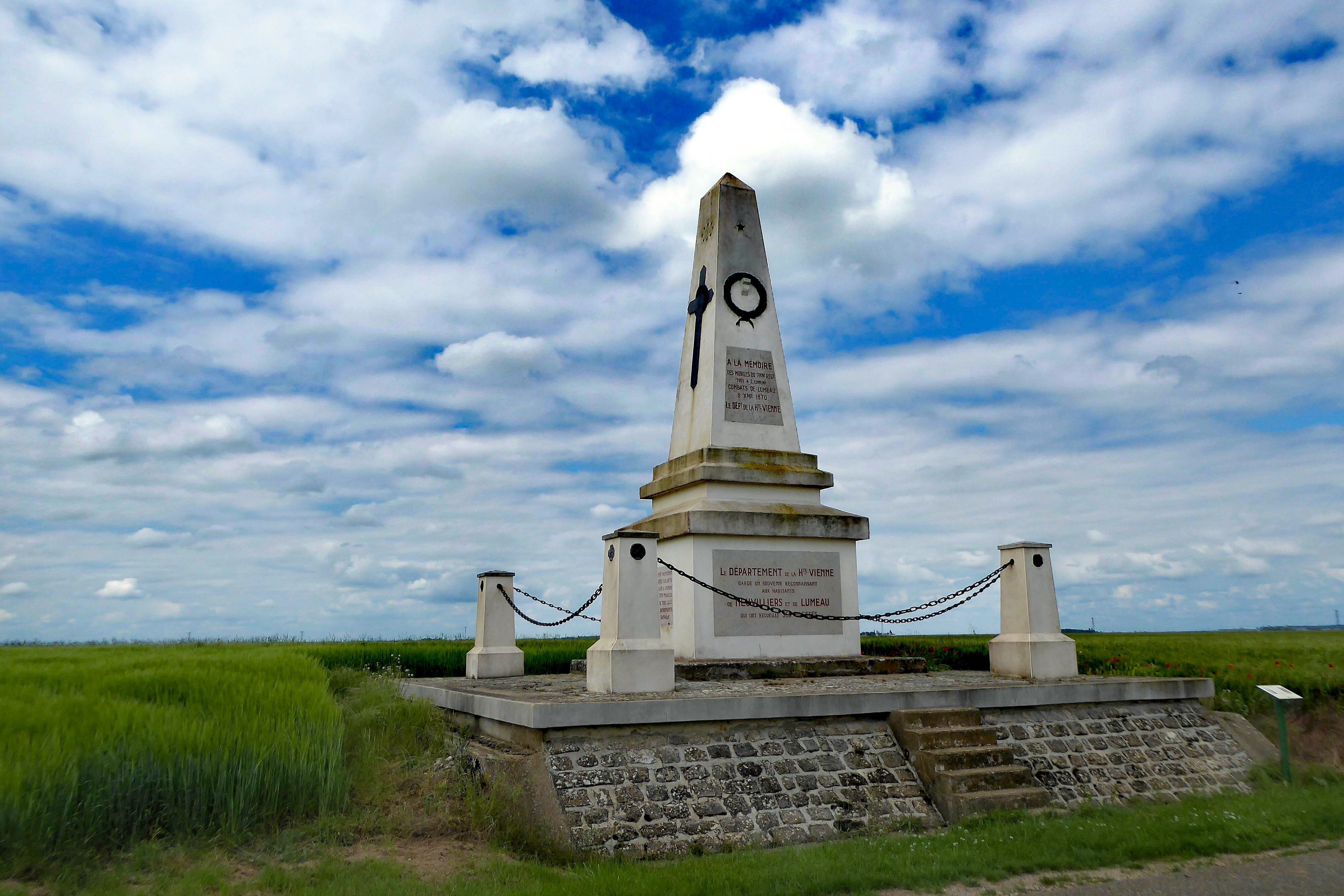
Monument des Mobiles, Neuvilliers, Lumeau.
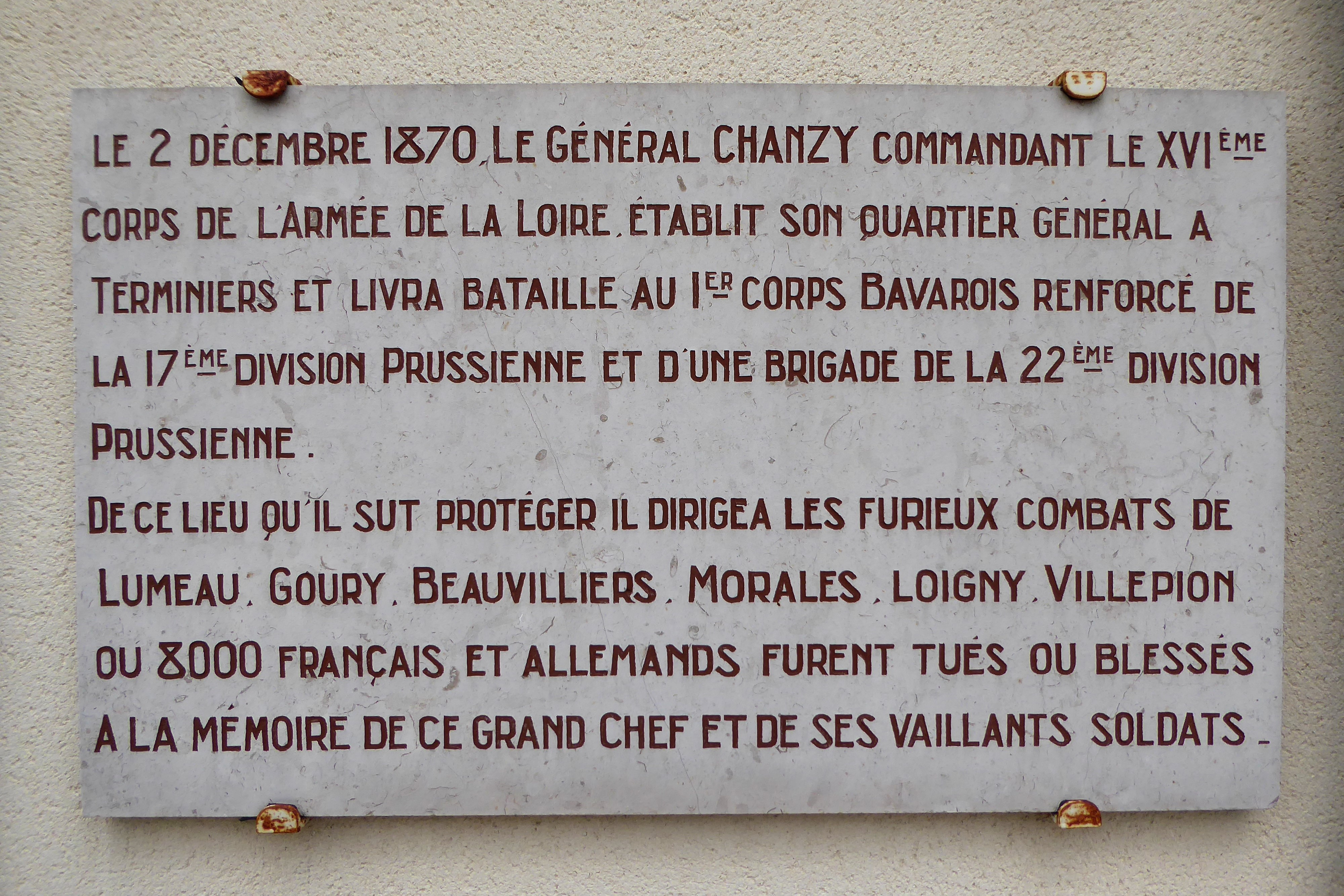
Plaque sur la façade de la mairie de Terminiers en hommage au général Chanzy.